# Aluta
Aluta, monotipski rod drveća iz porodice mirtovki (Myrtaceae) smješten u tribus Chamelaucieae. Priznato je pet vrsta, sve su endemi iz središnje i zapadne Australije.

## Vrste
1. Aluta appressa (C.R.P.Andrews) Rye & Trudgen
2. Aluta aspera (E.Pritz.) Rye & Trudgen
3. Aluta maisonneuvei (F.Muell.) Rye & Trudgen
4. Aluta quadrata Rye & Trudgen
5. Aluta teres Rye & Trudgen

|  | Zajednički poslužitelj ima još gradiva o temi Aluta |
|  | Wikivrste imaju podatke o taksonu Aluta             |